# ももいろぞうさん
『ももいろぞうさん』（原題： Johnson and Friends）は、着ぐるみのキャラクターたちが主役の子供向け番組。オーストラリアのテレビ局ABC（オーストラリア放送協会）で、6シーズンにわたって放送された（1991年 - 1996年）。
その後、今までに世界20か国以上で放送された。
本作は、象のぬいぐるみ・ジョンソンを中心とした、マイケル少年（4歳）が所有する5つ（5人）の擬人化した玩具たちが主役である。物語は、マイケル少年の不在時や就寝中に、彼の部屋の中で行われるさまざまな冒険や遊びを題材としており、基本的に壱話完結である。

## 日本での放送状況
日本においては、1990年代に『ウゴウゴルーガ』（フジテレビ系列）の1コーナー（約10分）として、『ももいろぞうさん』のタイトルで放送された。主題歌は14カラット・ソウル（14 Karat Soul）の「Let's Be Friends」。
なお、『ウゴウゴルーガ』では、『ももいろぞうさん』の終了後も『みずいろぞうさん』という作品も放送していた（原作は『ベジタブルズー』という『ももいろぞうさん』とは無関係のもの）。

2000年には、CS（スカパー!）のアニマックスで再放送された。

## 主な登場キャラクター
「声」は日本語版。外国人声優が日本語で吹き替えた（複数キャラクターを担当）。
ジョンソン（Johnson）
声：ジェフ・マニング
淡いピンク色（耳の内側と腹部などの一部分は灰色）の象のぬいぐるみ。
マイケル君が2歳の誕生日に、ジョーおばさんからプレゼントされた。
マイケル君が成長した現在では、一緒に遊ば（れ）なくなってしまった。

マックダフ（McDuff）
声：テリー・オサダ
青と黄色のコンサーティーナ。性別は女性という設定。

ディーゼル（Diesel）
声：ケント・フリック
赤を基調としたトラック。現時点でマイケル君の一番新しいおもちゃ。

スクゥイーキー（Squeaky）
声：テリー・オサダ
黒と赤のブリキ調のロボット。赤ちゃんロボットという設定。

アルフレッド（Alfred）
声：ジェフ・マニング
緑色の水枕。唯一玩具ではないが、マイケル君の部屋にある（いる）。

ビクトリア　(Victoria)
声：テリー・オサダ
橙と紫の恐竜のぬいぐるみ。メリッサさんのおもちゃ。

ナレーター
声：ブルース・ブランガー

## スタッフ
- エグゼクティブプロデューサー：ロン・ソーンダーズ (Ron Saunders)
- 監督：イアン・ムンロー (Ian Munro)
- 脚本：ジョン・パターソン (John Patterson)
- 製作：フィルム・オーストラリア社 (Film Australia Pty.Limited)

## 賞
- 1991年 エミー賞 ノミネート作品
- 1991年 AUSTRALIA TEACHERS OF MEDIA 子供番組賞
- 1992年 AWGIE オーストラリア脚本家連盟賞

## ウゴウゴルーガ版のサブタイトル
アニマックスの再放送（2000年）では全26話。
1. 「はじまり」
2. 「ベッドのした」
3. 「しんゆう」
4. 「そとにあるもの」
5. 「たすけよう」
6. 「ひっこし」
7. 「ゲーム」
8. 「たんじょうびプレゼント」
9. 「ふうりん」
10. 「ゆずりあい」
11. 「ピクニック」
12. 「そうじのひ」
13. 「キャンプ」
14. 「ひみつ」
15. 「かくれが」
16. 「ベッドでのたたかい」
17. 「うそ」
18. 「しんじよう」
19. 「よいこ」
20. 「あかちゃん」
21. 「コンサート」
22. 「びょういん」
23. 「たんじょうびパーティー」
24. 「さむいひ」
25. 「しゅじゅつ」
26. 「だいこうかい」

## 関連商品
日本では、ポニーキャニオンから全9巻のVHSソフトが発売された（1巻から5巻まで1993年1月21日、6巻以降5月21日）。
1巻につき放送順に3話ずつ、第9巻は3話目に第1話「はじまり」が第1巻1話目と重複して収録されている。
それぞれ日本語版と二ヶ国語版の2種類がリリースされた。